# Morris Open
Morris Open ist eine deutsche Folkgruppe aus Düsseldorf.
Die Gruppe wurde 1981 von Claus von Weiß gegründet. Weitere Mitglieder sind seine Ehefrau Ulrike von Weiß sowie Matthias Höhn.

## Diskografie
- 1987: Short  & Sweet (LP)
- 1989: Radio Tradition (LP)
- 1993: Rakes & Revelations (CD)
- 1997: Lights On (CD)
- 1999: Tracks (CD)
- 2003: Seasons (CD)
- 2006: Tomorrow’s Tradition (CD)